# Nickolas Zukowsky
Nickolas Zukowsky (ur. 3 czerwca 1998 w Sainte-Lucie-des-Laurentides) – kanadyjski kolarz szosowy.

## Osiągnięcia
Opracowano na podstawie:

2016
- 3. miejsce w mistrzostwach Kanady juniorów (jazda indywidualna na czas)

2019
- 3. miejsce w Tour of the Gila
  - 1. miejsce w klasyfikacji młodzieżowej
- 1. miejsce w Grand Prix Cycliste de Saguenay
  - 1. miejsce w klasyfikacji młodzieżowej
  - 1. miejsce w klasyfikacji punktowej
- 3. miejsce w Tour de Beauce
  - 1. miejsce w klasyfikacji młodzieżowej
- 3. miejsce w mistrzostwach Kanady (start wspólny)

2022
- 2. miejsce w Maryland Cycling Classic

## Rankingi
| Rok              | 2017  | 2018  | 2019 | 2020  | 2021 | 2022 | 2023 | 2024  |
| ---------------- | ----- | ----- | ---- | ----- | ---- | ---- | ---- | ----- |
| World Ranking    | 2109. | 1005. | 456. | 1932. | 618. | 288. | 441. | 1919. |
| UCI America Tour | 290.  | 65.   | 46.  | 185.  | 64.  | 23.  | 40.  | -     |
|                  |       |       |      |       |      |      |      |       |
| Źródło: UCI      |       |       |      |       |      |      |      |       |